# Hans Österling
Hans Österling, född 4 april 1847 i Östra Torps socken, Söderslätt, Malmöhus län, död 20 februari 1925, var en svensk redaktör. Han var far till Anders Österling och förläggare åt Ola Hansson.
I ett brev till Österling skriver Strindberg: "Det är synd att Ni inte har pengar som Ni har mod". Han syftar på utgivningen av Sensitiva amorosa. Österlings fru var liberalt sinnad och upprörd över Strindbergs kamp mot feminismen.
Österling, som var son till lantbrukaren Anders Andersson och Ingrid Andersdotter, var verksam som lärare 1868–1876, utgivare av Ronneby Tidning 1876–1878, redaktör av Karlskrona Veckoblad 1878–1880, utgivare av Skånes Allehanda i Helsingborg 1880–1888, grundade och redigerade Göteborgs Aftonblad 1888–1889 och var redaktionssekreterare i Skånska Dagbladet från 1889. Han bedrev bokförlagsverksamhet 1885–1888.